# Mariolâtrie
La mariolâtrie est un terme péjoratif qui désigne une forme d'adoration envers Marie, la mère de Jésus, qui consiste à placer celle-ci à l'égal de Dieu, en contradiction avec les dogmes de l'Église catholique.

## Présentation
Le terme de mariolâtrie fut employé en 1855 par le pasteur protestant Edmond de Pressensé, qui écrit :

« L'élan reçu d'en bas est maintenant imprimé d'en haut aux esprits dans le sens de ce que nous appellerons la Mariolâtrie. On voit quels progrès effrayants a fait depuis cinquante ans l'adoration de la Vierge. Elle va immanquablement devenir toujours plus la divinité importante aux yeux des masses superstitieuses. Le christianisme trouvera son emblème dans ces tableaux déjà mis sur les autels , où Jésus-Christ n'est qu'un petit enfant dans les bras de la Madone. La croix disparaîtra complètement sous les couronnes de fleurs apportées à Marie. Les regards seront ramenés constamment sur elle et détournés du divin Crucifié. La religion entière prendra quelque chose de mou, d'affadi, absolument en désaccord avec l'austérité divine de l’Évangile. »

Dans le catholicisme, le culte marial occupe une place importante mais la mariolâtrie n'a aucune existence officielle. En effet, l'Église catholique distingue la piété rendue aux saints (culte de dulie), du culte de latrie, réservé à Dieu seul, tout en réservant à la Vierge Marie le culte d'hyperdulie. Le numéro 271 du Catéchisme de l'Église catholique cite à ce sujet la constitution dogmatique Lumen gentium : 

« Ce culte (...) bien que présentant un caractère absolument unique (...) n’en est pas moins essentiellement différent du culte d’adoration qui est rendu au Verbe incarné ainsi qu’au Père et à l’Esprit saint, »

.
Cependant, un dévoiement du culte marial apparaît dans les demandes de nouvelles définitions, comme celle de Marie corédemptrice, ou encore dans l'idée que Marie bénéficierait d'une « union hypostatique » avec l'Esprit saint chez Leonardo Boff. Pour Bernard Sesboüé, une certaine piété populaire, qui tend à accorder une importance excessive aux dévotions et aux apparitions mariales, s'éloigne des orientations de Vatican II.
Le protestantisme rejette catégoriquement la mariolâtrie : selon Alexandre Vinet, « un Évangile qui adore la Vierge, qui la fait entrer en part de la puissance médiatrice et de la divinité du Messie, est un autre Évangile que celui de Jésus-Christ ».
La Dogmatique de Barth établit plusieurs distinctions. Si Karl Barth admet le dogme de la conception virginale de Jésus, il considère que la vénération excessive de Marie par les catholiques relève de l'idolâtrie et de l'hérésie : « La mariologie catholique est un cancer, un développement théologique malsain, et les cancers devraient être éradiqués », ou encore « L'hérésie de l'Église catholique est sa mariologie et son culte marial ».